# Uziel Gal
Uziel Gal (ur. 15 października 1923 w Weimarze, zm. 7 września 2002 w Filadelfii) – izraelski inżynier, konstruktor pistoletu maszynowego Uzi.

## Życiorys
Uziel Gal urodził się jako Gotthardt Glass, syn Ericha i Miele Glassów. Jego ojciec był z przekonań politycznych syjonistą, a z zamiłowania kolekcjonerem broni. Dzieciństwo Gotthardt spędził w Monachium. Po przejęciu władzy w Niemczech przez Hitlera rodzina Glassów wyemigrowała do Wielkiej Brytanii. Tam Gotthardt został umieszczony w prywatnej szkole z internatem. Jego matka zatrzymała się u rodziny. Ojciec Gotthardta wyjechał do Palestyny (był jednym z założycieli kibucu Jagur pod Hajfą). W 1936 Gotthardt z matką dołączyli do ojca. Na miejscu, jak większość przybywających Żydów rodzina Glassów przyjęła nowe imiona i nazwiska. Gotthardt Glass stał się Uzielem Galem.
Uziel odziedziczył po ojcu zainteresowanie bronią. W 1938 powstała jego pierwsza konstrukcja: pięciostrzałowa kusza powtarzalna. W 1942 Uziel został przyjęty do Palmach (wojskowe skrzydło Hagany). Palmach utworzone przez Brytyjczyków na wypadek zajęcia Palestyny przez Niemców po minięciu niemieckiego zagrożenia przeszło do podziemia i zaczęło przygotowywać antybrytyjskie powstanie. Uziel Gal został rusznikarzem oddziału Palmach w Jagur.
W 1943 w trakcie przenoszenia magazynu broni z Jagur do En Charod Gal został zatrzymany przez brytyjski patrol. Znaleziono przy nim blok rysunkowy ze szkicami części broni, a co gorsza dla niego - gotowe części konstrukcji. W rezultacie został skazany za „działalność wywrotową na zapleczu frontu” na siedem lat więzienia (była to wtedy najniższa możliwa kara).
Gal został osadzony w więzieniu Akko razem z innymi skazanymi członkami Palmach, Hagany i Irgunu. W trakcie odbywania wyroku uzyskał zgodę na rozpoczęcie nauki. Zgodę wykorzystał do ukończenia korespondencyjnych kursów podstaw mechaniki i projektowania sprzętu mechanicznego. Dzięki doskonałym wynikom w nauce i dobremu sprawowaniu w 1946, po odbyciu połowy kary został zwolniony warunkowo.

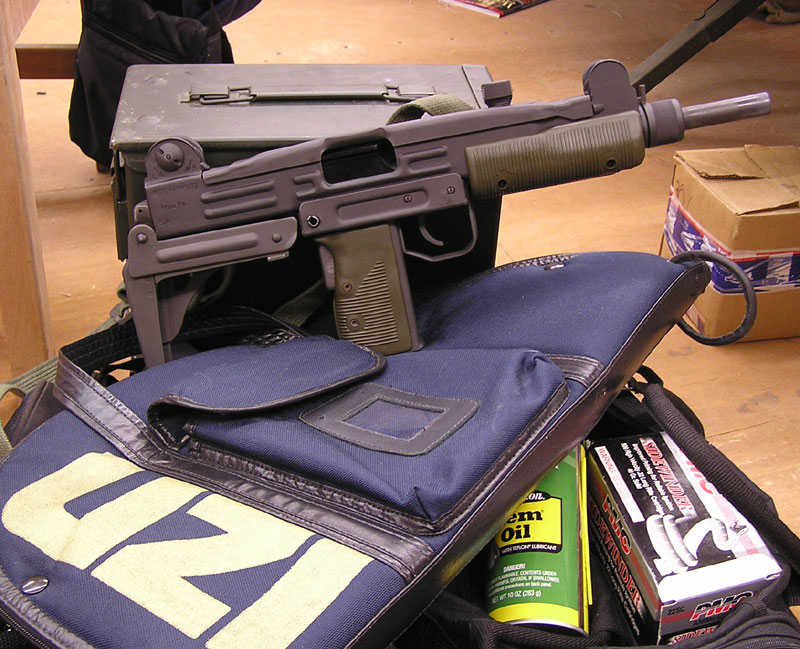
Najbardziej znana konstrukcja Uziela Gala – pistolet maszynowy Uzi

W czasie wojny w 1948 Uziel Gal dowodził plutonem Druzów. Po zakończeniu wojny był jednym z pierwszych słuchaczy nowo powstałej podchorążówki piechoty. W trakcie nauki w wolnych chwilach Uziel Gal zaprojektował i wykonał własnoręcznie pierwszy prototyp swojego pistoletu maszynowego. W latach 1950–1953 awansowany do stopnia podporucznika. Uziel Gal kontynuował prace nad udoskonalaniem swojej broni i przygotowaniem produkcji seryjnej.
W 1955 roku Gal został wyróżniony przez szefa Sztabu Generalnego generała Moszego Dajana pochwałą w rozkazie dziennym za skonstruowane swojego pistoletu maszynowego.
W roku 1956 Uziel Gal został awansowany do stopnia majora. W tym samym roku jego pistolet maszynowy (używany już w sporych ilościach przez Siły Obronne Izraela) otrzymał oficjalną nazwę „Uzi” (zdrobnienie imienia Uziel). Sam Uziel Gal protestował przeciwko tej decyzji. Jego protesty uciął rozkaz szefa Sztabu Generalnego generała Jigaela Jadina. Z uwagi na protesty konstruktora ogłoszono w nim, że Uzi to skrót pochodzący od hebrajskich słów „Bóg moją siłą”. W tym samym roku Uziel Gal ożenił się z Ahuvą Frankel.
W 1958 major Uziel Gal otrzymał z rąk premiera Davida Ben-Guriona „Nagrodę bezpieczeństwa Izraela”.
W 1961 urodziła się córka Uziela Gala Tamar. Od urodzenia cierpiała ona na chorobę mózgu uniemożliwiającą samodzielną egzystencję. W 1976 podpułkownik Uziel Gal odszedł na emeryturę. W tym samym roku wyjechał do Filadelfii (przebywała tam jego chronicznie chora córka). Po śmierci córki w 1984 Gal nadal mieszkał w Filadelfii. W 1998 zmarła żona Uziela Gala Ahuva.
W USA nie zaprzestał prac nad udoskonalaniem swojej broni. Jego ostatnią seryjnie produkowaną konstrukcją był skonstruowany na początku lat 80. pistolet maszynowy Ruger MP9.
Uziel Gal zmarł 7 września 2002. Jego ciało zostało przewiezione do Izraela, gdzie pochowano go w kibucu Jagur.